# Устав Републике Хрватске (сценариј)
Устав Републике Хрватске: љубавна прича о мржњи је сценариј аутора Анте Томића и Рајка Грлића објављен 2016. године по коме је снимљен и комични—драма филм исте године.

## О ауторима
- Рајко Грлић је рођен у Загребу, 2. септембар 1947. године. Хрватски је режисер, продуцент, сценариста, писац и професор. Режију играног филма магистрирао 1971. на ФАМУ у Прагу.[2]
- Анте Томић је хрватски књижевник рођен у Сплиту 1970. године. Студије филозофије и социологије завршио је на Филозофском факултету у Задру. Објавио је романе: Што је мушкарац без бркова (2000), Ништа нас не смије изненадити (2003), Љубав, струја, вода, телефон (2005), Грађанин покорни (2006), Чудо у Поскоковој Драги (2009), Пуноглавци (2011) и Величанствени Поскокови (2015); збирке прича: Заборавио сам гдје сам паркирао (1997), Велики шопинг (2004) и Погледај што је мачка донијела (2019); збирку драма: Кровна удруга и друге драме (2005); публицистичка дела: Смотра фолклора (2001), Класа оптимист (2004); Дечко који обећава (2009) и Нисам паметан (2010).[3]

## О књизи
Устав Републике Хрватске је прича која је инспирисана стварним догађањима. Прича је о нетрпељивостима, мржњи и предрасудама према различитостима.
Јунаци књиге Устав Републике Хрватске живе у истој стамбеној згради у центру Загреба и разликују се по друштвеном статусу, сексуалној орјентацији, религији и политичком опредељењу.
У књизи има доста хумора, али је то ипак драма која сецира хрватско друштво, укорењене предрасуде и раскорак између њих и стварности.

## Радња
Радња почиње тако што се дама, Катарина, у вечерњој тоалети спрема за излазак. На улици успева да умакне хулиганима и склања се у оближњи бар. Катарина је по дану Вјекослав Краљ професор историје у гимназији. Живи са оцем, некадашњим симпатизером усташа, и који је на самрти.
Вјекослав/Катарина током једног изласка добија батине од хулигана и у болници га препознаје медицинска сестра Маја која живи у истој згради.
Маја му нуди помоћ, чак и око оца који лежи непокретан у постељи, али му тражи контра-услугу. Вјекослав треба да помогне њеном мужу Анти да научи Устав за испит који му је потребан да би задржао посао у полицији.
Међутим, ту настаје проблем. Анте и Вјекослав су различити у сваком погледу. Маја је једина спона између њих. 